# جاده ئی۱۱۵ اروپا
جاده ئی۱۱۵ اروپا (به انگلیسی: European route E115) یکی از جاده‌های درجه ۲ قاره اروپا است.
این جاده که در کشور روسیه قرار دارد از شهر یاروسلاول شروع شده و در شهر نووراسییسک به پایان میرسد.